# Denki Blocks!
Denki Blocks! är ett pusselspel som finns till bland annat Game Boy Advance.